# سیارک ۲۰۳۵۸
سیارک ۲۰۳۵۸ (به انگلیسی: 20358 Dalem، نامگذاری:1998HD148) بیست هزار و سیصد و پنجاه و هشتمین سیارک کشف شده‌است که در ۲۵ آوریل ۱۹۹۸ کشف شد.
قدر مطلق سیارک برابر ۲۵.۷ است.